# Planeación de una región territorial

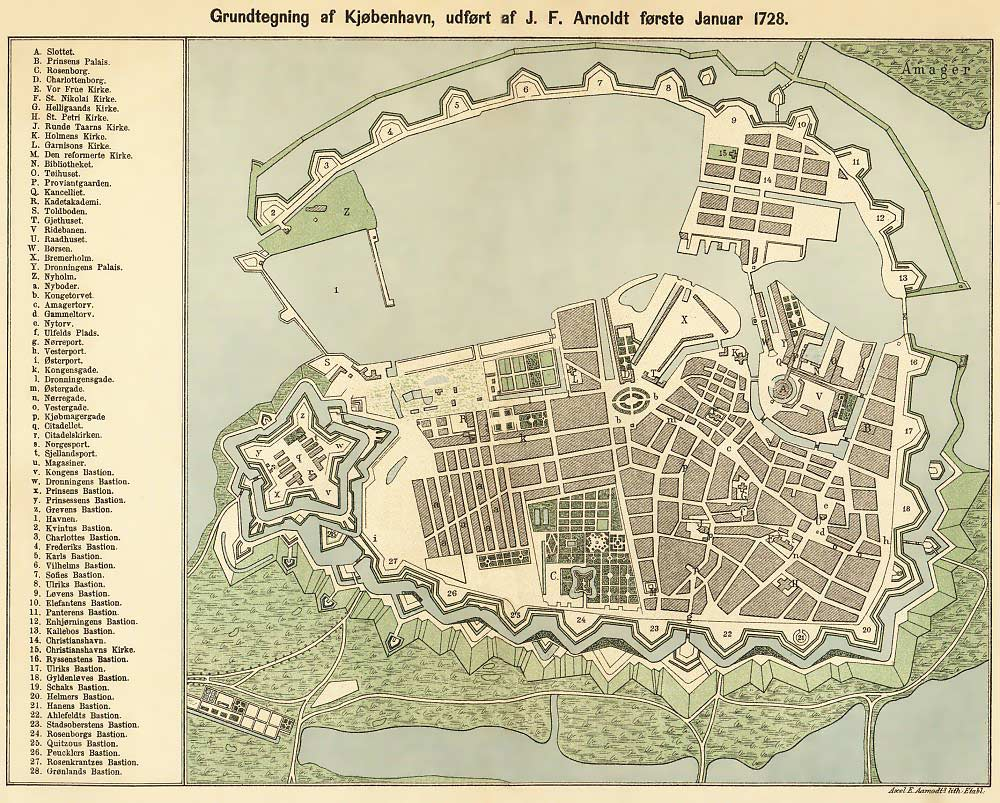
Ejemplo de un plano destinado a la planificación regional.

La planificación regional de una región territorial tiene como objetivo principal, hacer más eficiente las actividades de uso del suelo, la infraestructura, y crecimiento de los lugares a través de un área más grande de espacio de una sola ciudad o pueblo. El campo relacionado de planificación urbana se ocupa de las cuestiones específicas de planificación de la ciudad. Ambos conceptos están relacionados en la planificación de una región territorial.

## Nomenclatura.
Aunque el término Regional Planning (planificación de una región) es casi universal en todos los países que hablan inglés y sus regiones cercanas las características administrativas específicas varían ampliamente. En América del Norte, la planificación por regiones territoriales puede abarcar más de un estado, como la organización: Regional Plan Association, o un mayor conjunto de redes y lugares. La planificación regional de América del Norte es probable que cubra un área mucho más grande que las Asambleas Regionales del Reino Unido; sin embargo ambos comparten un objetivo regional.

## Descripción.
Las diversas regiones le dan diferentes usos de la tierra; protección de las tierras de cultivo, ciudades, espacios industriales, centros de transporte y la infraestructura, bases militares, tierras desiertas entre otros. La planeación regional es la ciencia que se encarga del estudio de la colocación eficiente de la infraestructura y la diversificación de zonas para el crecimiento sostenible de una región. Los defensores de la planeación del territorio como por ejemplo, un nuevo urbanista llamado Peter Calthorpe, promueve la causa de poder hacer frente a las cuestiones ambientales, sociales y económicos de alcance regional que necesariamente requieren la atención de la planeación regional.
Una región en términos de planificación puede ser completamente administrativa o al menos parcialmente funcional, y es probable que incluya una red de asentamientos y áreas de diversas formas. En la mayoría de los países europeos, los planes regionales y nacionales son 'de diversificación de espacios' dirigidos a ciertos niveles de desarrollo de las ciudades y pueblos específicos con el fin de apoyar y gestionar la región en función de las necesidades específicas, por ejemplo, apoyar o resistir el policentrismo.

## Principios.
Intervenciones y soluciones específicas dependerán totalmente de las necesidades de cada región en cada país, pero en términos generales, la planificación del territorio a nivel macro buscará:
Resistir el deterioro en las llanuras de suelo húmedo o a lo largo de fallas sísmicas. Estas áreas pueden ser utilizadas como parques o campos agrícolas improvisados.
- Designar vías  para transporte utilizando ejes y rutas  considerando mejorar las nuevas infraestructuras
- Alguna consideración dentro de diferentes roles de asentamiento en la región puede ayudar, por ejemplo algunos pueden ser de carácter administrativo, y otros, pueden basarse en la fabricación o el transporte.
- Considerar en asignación de tierras, las dañadas e implementar el uso de la eliminación de residuos.
- Designar a las tierras un cinturón verde o similar para ayudarlas resistir la sedimentación y cambios, protegiendo el medio ambiente.
- Establezca "políticas regionales” dentro de la zona que colaboren a fomentar diversos valores para  la sana convivencia dentro de las comunidades.
- Considere los códigos de construcción dentro de la región, junto con las leyes y políticas que fomenten el mejor uso de la tierra.

## Lectura adicional.
- Jonathan Barnett, Planificación para un Nuevo Siglo: La Agenda Regional, ISBN 1-55963-806-0
- Patricia E. Salkin, supersizing Ciudad pequeña estadounidense: Usando Regionalismo a derecha-Tamaño grande de la caja al por menor, 6 Vermont Journal of Environmental Law 9 (2005)
- Peter Calthorpe y William Fulton, The City Regional: Planificación para el Fin de Expansión, ISBN 1-55963-784-6